# Конин, Григорий Петрович
Конин Григорий Петрович (1874, Егорьевск — 1910) — егорьевский рабочий, российский революционер, первый руководитель Егорьевской организации РСДРП. Выборщик во Вторую Думу Российской Империи.

## Биография
В детстве стал инвалидом, сломав руку на сельхозработах. Работал на Хлудовской Фабрике в Егорьевске. В 1904 году после серии забастовок на фабрике Конин возглавил Егорьевскую организацию РСДРП, в которую также входили рабочий той же фабрики Иван Горшков и рабочий фабрики Князевых Константин Антипов.
Был избран выборщиком во Вторую Думу Российской Империи.
После Революции 1905-1907 годов Конину предлагали эмигрировать, но он отказался. В 1909 году в Егорьевске начали подпольно издавать социалистическую газету «Егорьевский Рабочий», редактором которой был Конин, и в тот же год он был арестован. В 1910 году Конин умер в Рязанской тюрьме, его похороны вылились в массовую демонстрацию.

## Память
В честь Конина в Егорьевске назван Дворец Культуры, построенный в 1929 году, а в 1967 на аллее рядом с Дворцом был установлен бюст Конину с надписью «Борец за дело рабочего класса». «Здание, где в 1905—1907 гг. находилась конспиративная квартира руководителя Егорьевской организации РСДРП Конина Григория Петровича» является памятником регионального значения.